# Adrien Lamy
Pour les articles homonymes, voir Lamy.

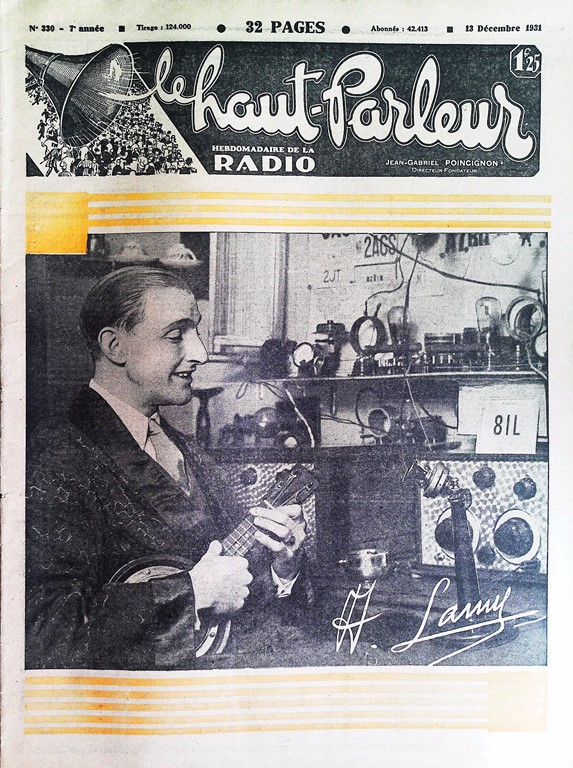

Adrien Maurice Édouard Castarède dit Adrien Lamy  est un acteur, chanteur et radioamateur français né le 17 mai 1894 à Paris dans le 2e arrondissement de Paris et mort en juin 1940, victime avec sa femme et son père du bombardement d’Orléans, son corps fut retrouvé le 2 juillet 1940.

## Biographie
Son grand-père Castarède dit Adrien Lamy était directeur de théâtre à Lyon, son père Charles Désiré Castarède dit Charles Lamy était artiste lyrique.
Il débute dans des revues et joue dans des opérettes et des films. De 1923 à mai 1940,il enregistre des centaines de disques. En juillet et août 1928, il part en tournée au Brésil avec Jean Sablon, Georges Milton, Alice Cocéa, Christiane d’Or et Urban.
En 1940, on l’entend à la radio le 22 avril sur Radio 37 dans l’opérette d’Offenbach "Tromb-Al-Cazar"; le 28 avril sur Radio Paris en compagnie de Jacques Jansen dans "Malvina" puis, pour la dernière fois, le 29 avril sur Radio 37 en compagnie de André Claveau dans "Chonchette" de Claude Terrasse.
Il se marie à la Mairie du 17ème arrondissement de Paris le 3 avril 1937 avec Émilienne Raymonde Vautier.
En 1923, il découvre la radio en gagnant un des premiers récepteurs de radiodiffusion. Il s’initie à la radio et en 1925 fabrique un émetteur sur la longueur d’onde de 100 mètres, l’administration lui attribue l’indicatif radioamateur F8IL. Il fait partie en 1925 des membres fondateurs du Réseau des Émetteurs Français (REF, l’association française des radioamateurs) et en sera pendant plusieurs années le Secrétaire Général,.

### Revues et opérettes
- 1915 : "La grande revue 1915" au Palais-Royal avec Yvonne Printemps et Raimu[2]
- 1917 : "La revue de la Cigale" à la Cigale
- 1918 : "On en parle" à la Cigale
- 1920 : "Rip" et "Madame l’archiduc" au Théâtre Mogador
- 1921 : "La petite mariée" au Théâtre Mogador - "La dame en rose" aux Bouffes-Parisiens
- 1923 : "J’te veux" à Marigny - "Le petit choc" au Daunou
- 1924 : "En chemise" et " Troublez-moi" aux Bouffes-Parisiens
- 1925 : "Pas sur la bouche" aux Nouveautés
- 1926 : "No no Nanette" à Mogador
- 1930 : "Rosy" et "Zou" à Mogador - "Paris qui remue" avec Joséphine Baker au Casino de Paris
- 1931 : "Orphée aux enfers" à Mogador
- 1933 : "Katinka" à l’Empire
- 1934 : "Les Sœurs Hortansias" aux Nouveautés - "La Créole" avec Joséphine Baker à Marigny.
- 1936 : "Un p’tit bout d’femme" à la Gaité-Lyrique
- 1938 : " Les jolies Viennoises" à la Gaité-Lyrique

## Discographie
De 1923 au 8 mai 1940 il enregistre plusieurs centaines de disques 78 tours (pas moins de 235 chansons au catalogue Columbia de 1938) pour les marques Pathé, Gramophone , Salabert, Columbia, Ultraphone, Odéon et Polydor. Pour la marque de cigarettes Gitane Vizir il enregistre de petits disques publicitaires insérés dans les paquets.
Il enregistre son premier disque vers février 1923 chez Pathé ("C’est fou la place que ça tient" et "Si c’était pour en arriver là" de l’opérette "J’te veux")
Son répertoire est très éclectique: chansons, air d’opérette, théâtre discographique pour enfants… Il enregistre en duo avec Lyna Tyber, Loulou Hégoburu, Joséphine Baker, Maryse Beaujon, Claude Pingault, Dany Lorys, Elyane Célis, etc. Il chante les refrains de chansons enregistrées par les accordéonistes Maurice Alexander, Deprince, André Bastien, Vaissade, Frédo Gardoni…
En 1930 pour Columbia en compagnie de Nina Myral, Suzanne Feyrou, G. Derny, Maud Villemur, G. Hubert, De Leu et le petit Jean Bara, il enregistre 6 disques 78 tours du Théâtre de Bob et Bobette (Le Petit Chaperon rouge - Le petit Poucet - Le Chat botté - Cendrillon  - La Belle au Bois-Dormant et Barbe-Bleue). En 1933 pour Odéon il enregistre en compagnie de Tirmont, Huberdeau, Monelly et Suzanne Feyrou 6 disques 78 tours des fables de La Fontaine. En 1938 en compagnie d’Elyane Célis et de Robert Buguet il enregistre pour les enfants sur deux 78 tours Gramophone "L’histoire de Blanche-Neige et les sept nains".
Il a enregistré une multitude de chansons : Y’a d’la joie - Si tu tâtais mon cœur - Tango du rêve - La bergère tyrolienne - Avec les pompiers - Au lycée Papillon - La java du régiment - Quand un gendarme rit - Avoir un bon copain - Tout est permis quand on rêve, etc.
Parmi ses enregistrements les plus célèbres figurent ses duos en 1930 avec Joséphine Baker : "J’ai deux amours" et "Voulez-vous de la canne à sucre ?".
Le 8 mai 1940 pour Gramophone, il enregistre ses 10 dernières faces avec plusieurs chansons de circonstance comme "C’est toujours les Français" et "Papa est venu en permission". Le dernier titre qu’il enregistre est "La Seine".

## Filmographie
- 1930 : Chiqué de Pierre Colombier : l'Américain
- 1931 : Échec et mat de Roger Goupillières : Lagoupille
- 1931 : Le Roi du cirage de Pierre Colombier
- 1932 : Histoires de rire de Jean Boyer (court métrage)
- 1933 : Les Vingt-huit Jours de Clairette d'André Hugon : le vicomte
- 1934 : L'Auberge du petit dragon de Jean de Limur
- 1935 : Les Sœurs Hortensias de René Guissart : Roland Ombreuse
- 1935 : Couturier de mon cœur de René Jayet et Raymond de Cesse
- 1936 : Prince des Six Jours de Robert Vernay : Victor Foin dit « Toto »
- 1937 : La Fille de la Madelon de Georges Pallu et Jean Mugeli
- 1937 : Aloha, le chant des îles de Léon Mathot : Édouard
- 1938 : Le Petit Chose de Maurice Cloche : le marquis